# Шабаб Аль-Ордон
Шабаб Аль-Ордон (араб. نادي شباب الأردن), у перекладі з арабської Йорданський молодіжний клуб — йорданський професійний футбольний клуб із міста Амман, який виступає в Йорданській Про-Лізі. Клуб був заснований у 2002 році, але його попередником є клуб «Аль-Кадісія».

## Історія
Своїм успіхам клуб завдячує успішному менеджменту команди. Найбільшим досягненням клубу є виграш у 2007 році Кубку АФК. «Червоно-білі» стали популярні тим, що перегравали в змаганнях за титул команди «Аль-Вахдат» і «Аль-Файсалі», проте це їм вдавалось не дуже часто. Найбільші успіхи команди припали на 2004—2007 роки, після цього команда виступала дещо слабше.

### Кубок АФК 2007
«Шабаб Аль-Ордон» кваліфікувався на Кубок АФК 2007 року, другий за рангом клубний турнір в Азії (йорданські клуби не пройшли ліцензування для участі в Лізі чемпіонів АФК, і тому були переведені в Кубок АФК). Виступи команди в групі А розпочалися з перемоги над єменським клубом «Ас-Сакр» з рахунком 2-0, а перемоги 1–0 і 2–0 над оманським клубом «Маскат» і ліванським клубом «Неджмех» відповідно дозволили команді з Аммана набрати максимальну кількість очок після 3 ігор. Друга половина групового етапу була не такою успішною для йорданців, поразка на виїзді від «Неджмеха» та нічия з «Аль-Сакром» у Ємені (1-1) призвели до того, що ліванська команда вийшла на перше місце. Знадобилася перемога над «Маскатом» з рахунком 2-1 у останній грі групового етапу, щоб «Шабаб Аль-Ордон» став найкращим у західній зоні серед команд, які посіли друге місце в групі. В 1/8 фіналу йорданській команді протистояв сінгапурський клуб «Армед Форсес». «Шабаб Аль-Ордон» насолодився ідеальним першим матчем, перемігши сінгапурську сторону з рахунком 5–0 в Аммані, хоча в матчі-відповіді команді загрожувало самовдоволення, але поразка з рахунком 0–3 призвела до виходу до наступного етапу з загальним рахунком 5–3.
Три йорданські команди дійшли до етапу за участі лише чотирьох команд, і на цьому етапі «Шабаб Аль-Ордон» уникнув зустрічі з сусідами, зігравши з «Неджмехом». У третій зустрічі на турнірі між цими клубами Одай Ас-Саїфі з «Шабаб Аль-Ордона» забив єдиний гол у матчі на початку гри, і команда з Аммана перемогла ліванський клуб з рахунком 1-0, а нульова нічия у матчі-відповіді в Бейруті забезпечила йорданській команді місце у фіналі. У другому півфіналі «Аль-Файсалі» і «Аль-Вахдат» зіграли внічию з рахунком 1-1 на центральному стадіоні Аммана. Близько 17 тисяч глядачів прийшли на матч-відповідь на тому ж стадіоні, і Хассунех Аль-Шейх забив вирішальний гол, який приніс перемогу його клубу з рахунком 2-1.
Третій рік поспіль «Аль-Файсалі» претендували на перемогу в турніруі, але вперше, щоб знову здобути титул переможця, команді довелося зустрітися з іншим представником Йорданії у фіналі. Після нульового першого тайму Одай Ас-Саїфі забив єдиний гол у грі на 52-ій хвилині, й «Шабаб Аль-Ордон», технічно гість, переміг з рахунком 1-0. Хайтам Аш-Шбул на початку матчу-відповіді зрівняв загальний рахунок 1-1, та здобув також виїзний гол. Але Мустафа Шехдех зрівняв рахунок після перерви, і оскільки більше голів у матчі не було забито, то «Аль-Файзалі» втратив титул володаря Кубка АФК, а «Шабаб Аль-Ордон» став переможцем турніру.

## Стадіон
«Шабаб Аль-Ордон» проводить свої домашні матчі на стадіоні «Король Абдалла II» в Аммані. Стадіон був побудований в 1998 році, і вміщує 13 тисяч глядачів.

## Титули і досягнення
- Про-Ліга (2): 2005—2006, 2012—2013
- Володар Кубка Йорданії (2): 2005—2006, 2006—2007
- Володар Кубка Щита ФА Йорданії (2): 2007, 2016
- Володар Суперкубка Йорданії (2): 2007, 2013
- Володар Кубка АФК (1): 2007